# Aeropuerto Internacional José Martí

i8
i11
i13
Der Aeropuerto Internacional José Martí (zuvor Aéropuerto El Rancho Boyeros, IATA-Code: HAV, ICAO-Code: MUHA) ist der internationale Verkehrsflughafen der kubanischen Hauptstadt Havanna und gleichzeitig der größte und wichtigste des Landes. Im Jahr 2022 wurden hier 9,6 Millionen Passagiere abgefertigt. Er dient als Heimatbasis für Cubana, Aerocaribbean und Aerogaviota und befindet sich etwa 18 Kilometer südöstlich des Stadtzentrums. Der Flughafen ist nach dem kubanischen Nationalhelden und Poeten José Martí benannt.

## Geschichte
Der Bau des Flughafens wurde 1929 begonnen. In den 1970er- und 1980er-Jahren waren die Fluggesellschaften des Ostblocks wie Aeroflot, Interflug, Czech Airlines und LOT häufig hier zu Gast.
Seit den 1990er-Jahren gibt es wieder Charterflüge in die Vereinigten Staaten, etwa mit Gulfstream International Airlines. Nachdem zunächst nur Flüge aus Miami, Los Angeles und New York zugelassen waren, autorisierte die US-Regierung im Rahmen der von Präsident Barack Obama erlassenen Reiseerleichterungen ab Anfang 2011 acht weitere Flughäfen, Charterflüge von und nach Kuba abzuwickeln.
Am 7. November 2013 brach während Bauarbeiten am Terminal 3 ein Feuer aus, in dessen Zuge der Flughafen vorübergehend evakuiert werden musste.
Im Jahr 2011 wurde Terminal 2 modernisiert. 2013 folgte dann Terminal 3. Anfang 2025 wurde hier eine neue Gepäckempfangshalle mit einer um 30 % höheren Kapazität eröffnet.

## Terminals
Der Flughafen besitzt insgesamt fünf Terminals, davon vier für Passagiere. Am Terminal 1 werden die Inlandsflüge abgewickelt, Terminal 2 wird vor allem für Charterflüge und Flüge in die USA verwendet, Terminal 5 für Flugverbindungen innerhalb der Karibik sowie Terminal 3, das modernste und einziges, was internationalen Standards genügt, für die Abfertigung des restlichen internationalen Flugverkehrs verwendet.
Im Frachtbereich wurden 2024 rund 27.000 Tonnen Fracht abgewickelt, eine Steigerung von 61 % gegenüber den Vorjahren.

## Fluggesellschaften und Ziele
Es bestehen Direktverbindungen zu Zielen in Nord-, Mittel- und Südamerika sowie nach Europa. Verbindungen in die USA sind starken politischen Schwankungen unterworfen. Inlandsflüge gingen aufgrund einer seit der Corona-Pandemie anhaltenden schweren Wirtschaftskrise stark zurück.
Bei den Verbindungen nach Europa werden die Verbindungen von Frankfurt bzw. Zürich ab Mai 2025 komplett eingestellt, womit es aus Deutschland oder der Schweiz keine Direktverbindungen mehr nach Kuba geben wird. Als Grund wurden unter anderen Probleme vor Ort genannt, weshalb „langfristig stabile und zuverlässige Langstreckenoperationen unter den aktuellen Bedingungen nicht gewährleistet werden können“.

## Zwischenfälle
- Am 17. Mai 1954 brach an einer Curtiss C-46A-55-CK Commando der Cubana de Aviación (Luftfahrzeugkennzeichen CU-C556) bei der Landung auf dem Flugplatz Havanna-Rancho Boyeros das Hauptfahrwerk zusammen. Dabei wurde das Flugzeug irreparabel beschädigt. Alle Insassen überlebten den Unfall.[15]

- Am 30. März 1958 wurde eine Curtiss C-46D-10-CU Commando der costa-ricanischen Aerolineas Nacionales (TI-1019) 56 Kilometer vom Flughafens Havanna entfernt durch Rebellen zur Landung gezwungen. Das Flugzeug wurde irreparabel beschädigt. Über Personenschäden ist nichts bekannt.[16]

- Am 18. Mai 2018 stürzte eine knapp 39 Jahre alte Boeing 737-200 der mexikanischen Fluggesellschaft Damojh Aerolíneas (Markenname: Global Air) (XA-UHZ) auf einem Flug für die Cubana de Aviación nach Holguín kurz nach dem Start von Havanna ab. Mehr als 100 Insassen des Flugzeugs kamen dabei ums Leben.[17]